# Anselmo Guido Pecorari

Wappen von Anselmo Guido Pecorari

Anselmo Guido Pecorari (* 19. Mai 1946 in Sermide, Provinz Mantua) ist ein italienischer Geistlicher, emeritierter römisch-katholischer Erzbischof und Diplomat des Heiligen Stuhls.

## Leben
Anselmo Guido Pecorari empfing am 27. September 1970 das Sakrament der Priesterweihe für das Bistum Mantua. Er wurde in den Fächern Kanonisches Recht und Katholische Theologie promoviert.
Am 25. März 1980 trat Anselmo Guido Pecorari in den diplomatischen Dienst des Heiligen Stuhls ein. Er war in den Apostolischen Nuntiaturen in Liberia, Spanien, Irland und Slowenien sowie im Staatssekretariat tätig. Am 24. Dezember 1981 verlieh ihm Papst Johannes Paul II. den Ehrentitel Kaplan Seiner Heiligkeit (Monsignore) und am 8. August 1991 den Titel Ehrenprälat Seiner Heiligkeit.
Am 29. November 2003 ernannte ihn Papst Johannes Paul II. zum Titularerzbischof von Populonia und bestellte ihn zum Apostolischen Nuntius in Ruanda. Die Bischofsweihe spendete ihm am 11. Januar 2004 Kardinalstaatssekretär Angelo Sodano; Mitkonsekratoren waren der Präsident der Apostolischen Almosenverwaltung, Kurienerzbischof Oscar Rizzato, und der Bischof von Mantua, Egidio Caporello. Anselmo Guido Pecorari trat am 17. Januar 2008 als Apostolischer Nuntius in Ruanda zurück. Am 24. Mai 2008 ernannte ihn Papst Benedikt XVI. zum Apostolischen Nuntius in Uruguay.
Papst Franziskus ernannte ihn am 25. April 2014 zum Apostolischen Nuntius in Bulgarien. Am 11. Juli 2014 wurde Pecorari zudem Apostolischer Nuntius in Nordmazedonien.
Am 31. Dezember 2021 nahm Papst Franziskus das von Anselmo Guido Pecorari aus Altersgründen vorgebrachte Rücktrittsgesuch an.